# Messier 39
Messier 39 (M39 o NGC 7092) és un cúmul obert situat a la constel·lació del Cigne. Va ser descobert per Charles Messier el 1764, encara que algunes fonts atribueixen el seu descobriment a Guillaume Le Gentil el 1750.
Es tracta d'un cúmul poc dens, al voltant de trenta estrelles en un volum de 7 anys llum de diàmetre; està situat aproximadament a 825 anys llum del sistema solar, acostant-se a una velocitat de 28 km/s. L'edat estimada és de 300 milions d'anys.
L'estrella més brillant és de tipus espectral A0, amb una magnitud aparent de +6,3. Les dotze estrelles més brillants són del tipus A i B. La majoria de les estrelles observades es troben a la seqüència principal, encara que algunes es troben al límit de passar a la fase de gegant vermella.